# 조참

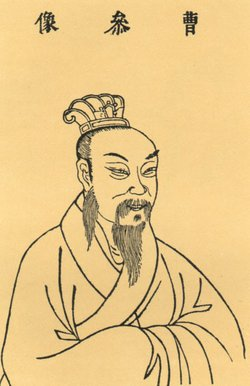

조참(曹參, ? - 기원전 189년)은 초한쟁패기, 전한 초기의 군인, 정치가이다. 자는 경백(敬伯), 작위는 평양후(平陽侯), 시호는 평양정후(平陽靜侯)이다. 한 고조를 따라 거병하여 전한의 건국에 큰 공을 세웠다.
원래 진나라의 옥리였으나, 고조 유방의 거병 시에 뜻을 같이하였다. 한신과 더불어 군사면에서 활약을 하였다. 진나라와 항우를 공략하여 한나라의 통일대업에 이바지한 공으로 건국 후에는 공신서열 2번째, 평양후(平陽侯)로 책봉되고 식읍 10600호를 하사받았다. 구강왕 경포의 반란을 평정하기도 하였다. 제나라의 재상을 지내다가 혜제 시절에는 소하의 추천으로 상국이 되었고, 황로지학에 의거해 나라를 다스렸다.

## 반진 전쟁
원래는 진나라에서 패현(沛縣)의 옥연(獄掾)을 지내고 있었으며 주리(主吏) 소하와 함께 현에서 큰 관리였다. 진 이세황제 2년(기원전 209년), 진승·오광의 난이 일어났고 각지에서 반란이 일어나자 패령도 이에 호응하려 했다. 조참은 소하와 함께 망명자들을 불러들이도록 조언해고 패령이 이를 받아들이니 망탕산에서 숨어 지내던 고조가 내려왔다. 도중에 패령이 후회하고 성문을 잠그고 소하와 조참을 죽이려 해, 소하와 함께 고조에게 달아났다. 고조가 패현 사람의 도움을 받아 패령을 죽이고 패성을 손에 넣었으나 패령의 직책을 사양했는데, 소하와 조참은 자신을 아끼고 일족을 보호하고자 고조를 설득해 결국 패령을 받아들이게 했다. 이렇게 고조가 거병하자 중연(中涓)으로서 고조를 따랐다.
호릉(胡陵)과 방여(方與)를 치며 사수군감 평을 무찌르고 사수수를 쳤으며, 방여와 풍(豊)이 위나라로 배반하자 이를 쳐 칠대부의 작위를 받았다. 진나라 장수 장함의 진압군과 싸우고 원척(爰戚)과 항보(亢父)를 칠 때에는 가장 먼저 성에 올라가 오대부로 승진했다. 또 장함과 싸웠으며, 삼천수 이유(李由)를 쳐 죽였다. 고조가 초 회왕에게서 탕군의 장관직을 받자 집백(執帛)이 됐다. 이후에도 고조를 따라다니며 전장에서 활약해, 동군위를 쳤고, 왕리의 군대를 성양 남쪽에서 쳤고, 개봉에서는 조분을 무찌르고 개봉성에 몰아넣어 포위했고, 곡우(曲遇)에서는 양웅(楊熊)을 무찌르고 사마와 어사를 잡아 집규(執珪)로 승진했다. 또 고조가 진나라를 엿보는 사마앙을 견제해 황하의 나루를 끊었으며, 다시 돌아와 조분을 무찔렀고, 남양수 여의(呂齮)를 완(宛)에서 무찌르고 의를 사로잡아 남양을 평정했고, 무관·요관을 돌파해 마침내 진왕 자영의 항복을 받는 데까지 함께했다.

## 초한전쟁
고조 1년(기원전 206년), 고조가 항우에게서 한왕으로 봉해지면서 건성후(建成侯)에 봉해졌다. 장군으로써 삼진 정벌에 종군해 특히 옹나라와의 싸움에서 활약해, 처음 옹왕 장함을 속이고 옛 길로 나오면서 하변(下辯)·고도(故道)·옹(雍)·태(斄)를 쳤고, 장함의 아우 장평을 호치(好畤) 남쪽에서 무찌르고 호치를 포위했다. 장평이 호치에서 달아나니 조분과 내사 보(保)를 무찌르고 함양을 함몰해 일신(日新)으로 이름을 고쳤다. 경릉(景陵)을 지키다 장평 등의 공격을 받았으나 이를 격퇴했다. 이 공적으로 인해 영진(寧秦)을 식읍으로 받았다. 그리고 폐구에 갇힌 장함을 포위했다.
다시 중연이 돼 동쪽으로 나아가, 고조 2년(기원전 205년) 3월에 고조를 따라 임진을 건넜고, 용저와 항타를 정도에서 무찌르고 탕(碭)·소(蕭)에 서초의 서울 팽성(彭城)까지 함락했다. 4월, 팽성 대회전의 참패를 겪고 왕무(王武)·정처(程處)·주천후(柱天侯)가 모반하자 이들을 무찌르고, 고조가 항우의 진격을 저지하고 있는 형양으로 돌아왔다.

## 한신의 북벌
고조 2년 8월, 팽성 대회전 후 항우에게로 배반한 서위왕 위표 공격 계획이 세워지면서, 한신이 대장이 되고 자신은 관영과 함께 출진했다. 위장 손속(孫遬)을 동장(東張)에서 무찌르고, 안읍을 공격해 장군 왕양(王襄)을 사로잡았고, 위표를 곡양(曲陽)에서 공격해 동원(東垣)까지 추격해 사로잡았다. 또 서위나라의 서울 평양(平陽)을 공격해 위표의 어머니와 처자를 사로잡고 서위나라를 평정해, 평양에 식읍을 받았다.
한신의 조나라 공격에 종군해, 조나라의 속국인 대나라의 상국 하열(夏說)의 군을 오현(鄔縣) 동쪽에서 무찌르고 하열을 죽였으며, 정형 전투에는 참전하지 않고 따로 명령을 받아 귀환하면서 조나라의 별장 척(戚) 장군을 오성(鄔城)에서 포위하고 달아나는 척장군을 죽였으며, 군사를 이끌고 당시 오창에 있는 고조를 뵈었다. 한신이 제나라 공격을 준비하자 우승상으로서 한신에게 배속돼, 역하(歷下)에서 제나라 군을 무찌르고 제나라 서울 임치까지 진입했으며, 제북군을 평정하고 그 속현인 저(著)·탑음(漯陰)·평원(平原)·역(鬲)·노(盧)를 쳤다. 초나라가 제나라의 청을 받아들여 장수 용저를 구원군으로 파견하자, 상가밀(上假密)에서 용저의 군을 무찌르고 용저를 베고 아장 주란을 사로잡았다. 또 제나라 왕 전광·수상 허장(許章)·장군 전기(田旣)를 사로잡았다.
한신이 진(陳)으로 가 고조의 본대에 합류해 서초패왕 항우를 무찌를 때, 조참은 제나라에 남아서 아직 복종하지 않는 지역을 평정하고 있었다.

## 제나라 상국
고조 5년(기원전 202년), 항우가 패망하고 고조가 황제가 되자, 제나라를 폐지해 군으로 삼고 제나라 왕이던 한신은 초나라 왕으로 옮겼다. 이에 조참도 한나라로 돌아와서 재상의 인수를 반납했다. 고조 6년(기원전 201년), 제나라를 복국하고 제도혜왕을 봉하면서 조참은 제나라의 상국으로 부임했다. 또 이해에 공신들을 후작으로 봉하면서 평양에 1만 630호를 받아 새로 하동군의 평양 땅(지금의 린펀시 남서쪽에 있음)을 영토로 삼는 평양후가 됐고, 이전의 봉읍은 제했다. 조참은 일흔 곳에 창상을 입었고, 그의 군공은 제장 중 제일이었기에 공신의 차례를 정할 적에 모두 조참을 제일로 하자고 했으나, 고조는 소하가 후방을 맡아 군자와 병력을 충실히 한 것을 으뜸으로 여겨 소하가 제일이 됐고, 조참은 제이위에 올랐다.
제나라 상국으로서 진희의 난 진압에 참여해 진희의 장수 장춘(張春)을 무찔렀다. 또 영포의 난에서는 제도혜왕을 따라서 보병·기병·전차병 12만 명을 지휘해 고조와 합류해서 영포를 무찌르고, 남쪽으로 기(蘄)까지 이르렀고, 돌아와서는 죽읍(竹邑)·상(相)·소(蕭)·유(留)를 평정했다.
혜제 원년(기원전 194년), 제후국의 상국을 폐지하면서 제나라 승상이 됐다. 도혜왕이 아직 어리고 중국이 통일된 지 얼마 안 됐으므로, 조참은 장로들과 선생들을 불러서 사람을 모으고 나라를 안정시킬 방법을 물었다. 그러나 제나라의 백여 유생들은 서로 주장하는 바가 달라 무엇을 할지를 정할 수 없었다. 그러다 교서(膠西) 땅의 갑공(蓋公)이 황로의 법에 능하다는 말을 듣자 갑공을 청해 모셨다. 갑공은 청정을 귀히 여기면 백성들이 스스로 안정될 수 있다고 했다. 조참은 갑공에게 관사를 마련하고 그의 조언에 따라 황로의 술법으로 나라를 다스렸다. 제나라 재상으로 9년 재임하는 동안 처음 원하던 대로 사람이 모여들고 나라가 안정되니, 제나라에서 '어진 재상'[賢相]으로 평가받았다.
혜제 2년(기원전 193년), 한나라의 상국 소하가 죽었다. 조참은 이 소식을 듣고 짐을 꾸려 후임 상국으로 부임할 준비를 했고, 과연 사자가 찾아왔다. 한나라의 상국으로 부임하기 전, 후임 승상에게 감옥과 형장을 특별히 요란하게 하지 않도록 부탁했는데, 이는 가장 중요해서가 아니라 그곳은 선악이 함께 있는 곳이므로 함부로 요란하게 했다가는 간사한 사람들이 포용될 수 없기 때문이라고 설명했다.

## 소규조수
원래 조참은 비천할 때에는 소하와 친했으나 출세한 뒤로는 사이가 벌어졌는데, 소하는 죽을 무렵에 조참을 혜제에게 후임 승상으로 천거했다. 조참 역시 소하가 죽었다는 소식을 듣자 자신이 승상이 되리라 여기고, 짐부터 꾸리다가 조정의 임명을 받았다.
헌데 부임하고서는 소하가 만들어 놓은 것을 전혀 바꾸지 않고 그대로 따라갔다. 그러면서 군과 제후국의 관리들 중 어눌하나 중후한 장자들을 불러다가 승상의 일을 맡겼고, 언어에 능하거나 일을 열심히 하려는 사람은 모두 쫓아냈다. 아침저녁으로 술을 마시면서 자신이 아무것도 하지 않는다고 참견하러 오는 사람마다 술을 마시워 취하게 해 말을 하지 못하게 했다. 상국의 관사 뒤에 있는 관리들이 매일 술을 마시며 노래를 부르자, 상국의 관리들이 이를 싫어해 조참을 후원으로 불러서 놀게 하고 그 광경을 보거든 고쳐 주기를 바랐다. 그러나 조참은 그들과 함께 섞여 호응할 뿐이었다. 그리고 잘못한 사람을 봐도 덮어줄 뿐이어서, 상국의 부중에는 아무 일도 없었다.
혜제는 상국이 아무 일도 하지 않는 것을 괴상하게 여겨 조참의 아들로 중대부인 조줄(曹窋)에게 자기 명령임을 숨기고 물어보게 하니, 조참은 조줄을 2백 대를 매질했다. 조회에서 혜제가 조참을 꾸짖자, 조참은 이미 고제와 소하가 천하를 안정시키고 법을 밝히 정했으니 그들보다 못한 우리는 그들이 한 대로 따라가고 실수하지 않으면 된다고 말했다. 혜제는 조참의 말에 수긍했다. 역사에서는 이를 '소하가 법을 만들고 조참이 이를 따른다'는 “소규조수”(簫規曹隨)라 한다.
조참은 상국으로 재임한 지 3년 만에 죽었고, 시호는 의(懿)로 정해졌다.

## 후손
조참이 죽은 후, 조줄이 평양후를 계승했고 여태후 시절에는 어사대부도 맡았으나, 여태후 사후에는 면직돼 후작만을 누렸다. 조줄의 아들, 조기(曹奇)는 오초칠국의 난에 난포와 같이 교서, 치천, 교동군을 격파하였다. 조기의 아들, 조시(曹時)가 평양후를 계승하여 무제의 누이 평양공주를 얻었고 아들 조양을 낳았으나, 전염병에 감염되어 봉국으로 돌아갔다. 조양은 평양후를 계승하고 무제의 딸 위장공주를 취하였다. 조양의 아들, 조종(曹宗)이 평양후를 계승하였으나 여태자의 반란(무고의 난)에 연좌되어 작위를 잃었고, 완형·성단의 형벌을 받았다. 조종의 봉국은 2만 3천호였다. 원강 4년(기원전 62년), 선제의 대가 되어, 조참의 공적이 남아있었기 때문에 조참의 7세손 두릉공승 조희에게 조서를 내려 가문을 일으키고 부역을 면제해 주었다. 원수 2년(기원전 1년), 애제가 조참의 9세손 조본시에게 1천 호를 봉했고 나중에 1천 호를 더해주어 2천 호가 됐다. 조본시는 신나라 시절에 죽었다. 조본시의 아들 조굉은 하북에서 광무제에게 항복했기 때문에 건무 2년(26년)에 평양후에 봉해졌다. 조굉의 아들 조광이 평양후를 계승했고, 평양후는 《한서》가 집필될 때까지 후한에서 계속 세습됐다.
후한말에 등장함 조조의 가문은 조참을 선조로 하고 있다. 그런데, 조조의 조부 조등은 환관이었는데, 조등은 가문의 존속을 위해 조참의 동료였던 하후영의 자손 조숭을 양자로 입양하여, 조의 성을 계승시켰다. 그리하여 그의 아들이 조조이기 때문에, 조조는 혈통적으로는 조참의 자손이 아니고, 하후영의 자손이다.